# Luther (Oper)
Luther ist eine Oper des Berliner Komponisten und Dirigenten Peter Aderhold, die im Auftrag des Theater Erfurt entstand und zur Eröffnung des Theaterneubaus am 14. September 2003 uraufgeführt wurde. Das Libretto schrieb der Vater des Komponisten, Egon Aderhold. Inhaltlich kombiniert die Oper die Reflexion Martin Luthers auf privater Ebene, Umbrüche und Einflüsse in der Reformationszeit und Luthers Weg hin zur Heirat mit Katharina von Bora.

## Handlung

### Erstes Bild
In der Wartburg
Martin Luther hört in einer Vision die Stimmen seiner Gegner und seiner Anhänger. Die Gegner versuchen, ihn in die Arme der Kirche zurückzuholen und verdammen ihn als Häretiker. Die Anhänger dagegen betrachten ihn als ihren Hirten und Bruder, der ihnen Zuversicht gibt. Luther fühlt sich von Satan verfolgt, der ihm schon in den unterschiedlichsten Gestalten begegnet ist. Er vertraut auf die Hilfe Gottes und lässt sich nicht beirren.
Sein Famulus Bertram bringt zwei Nachrichten. Die erste ist Luther schon bekannt: In Wittenberg und Erfurt lässt der Pfarrer Andreas Karlstadt in Luthers Namen Plünderungen durchführen. Die zweite Nachricht betrifft einen Brief aus dem Kloster Marienthron. Darin bitten ihn drei Nonnen um Hilfe bei ihrer Flucht aus dem Kloster. Luther will sie unterstützen. Zuvor aber muss er mit Bertram nach Wittenberg, um Karlstadt entgegenzutreten. Der Maler Lucas Cranach wird sie aufnehmen und auch den Nonnen Obdach bieten.

### Zweites Bild
Im Hause des Malers Cranach in Wittenberg
Erneut sind die Gegner und Anhänger Luthers zu hören. Diesmal geht es um die Frage des Umgangs mit Frauen und der Liebe.
Lucas hat Luther, den Kaufmannssohn Hieronymus Baumgärtner und den Pfarrer Dr. Kasper Glatz zu einem „Theaterstück“ mit dem Titel „Die drei Grazien“ eingeladen. Die Darsteller sind die drei entlaufenen Nonnen: Katharina von Bora und die Schwestern Ave und Margaretha Schönfeldt. Um außerhalb der Klostermauern überleben zu können, müssen sie heiraten. Sie bieten sich den anwesenden Männern an. Man tanzt und lernt sich näher kennen. Ein Bote unterbricht die Gespräche mit der Nachricht, dass Karlstadt auf dem Markt die Bauern und Handwerker aufhetze. Die Bauern warten seit Tagen vergeblich auf Luthers Rat. Luther beauftragt Bertram, sie in seinem Namen zur Ruhe zu bringen. Sie sollen auf Gottes Worte hören und der Obrigkeit vertrauen.
Abschließend kommentieren die Chöre der Gegner und Anhänger Luthers den „Bildersturm“ in Wittenberg.

### Drittes Bild
Drei Zimmer im Hause des Malers
Das dritte Bild spielt parallel im Atelier, im Bürgerzimmer und im Lutherzimmer.
Im Atelier malt Cranach Katharina von Bora und spricht mit ihr über mögliche Ehekandidaten. Für Katharina zählt in erster Linie die Liebe. Cranach erinnert sie an die Ansprüche der Männer. Ein Bauer braucht eine kräftige Frau, die bei seiner Arbeit helfen kann, für einen Fürsten zählt vor allem Adel und Besitz, einen Kaufmann interessiert in erster Linie ihr Vermögen. All das kann Katharina nicht bieten. So bleibt nur ein Priester, für den sie die Wirtschaft führen könnte. Luther wäre ideal.
Im Bürgerzimmer unterhalten sich Baumgärtner und Glatz mit den beiden Schwestern Ave und Margaretha. Glatz hofft auf ein Pfarramt – Luther hatte ihm das Amt des Ketzers Karlstadt versprochen. Baumgärtner schwärmt von Katharina, und Margaretha von Bertram.
Im Lutherzimmer arbeitet Luther unterdessen an der Übersetzung des Hohelieds Salomos.
Die Stadtglocken ertönen. Karlstadt und seine Anhänger rufen nach Luther und fordern ihn auf, sich an ihre Spitze zu stellen. Luther aber verdammt die Unruhestifter.

### Viertes Bild
Im Hause Cranachs
Cranach betet darum, dass Luther seinen Zorn aufgibt und eine gute Frau findet. Die aufständischen Bauern nähern sich seinem Haus und verlangen Einlass. Cranach verschließt ihnen das Tor. Bertram kommt unverrichteter Dinge zurück. Die Rebellen haben seine Friedensworte missverstanden und ihn für einen Abgesandten der Obrigkeit gehalten. Er musste fliehen und wurde verwundet. Nun ziehen raubende und mordende Horden durch das Land.
Luther gerät in einen Gewissenskonflikt. Die beiden Chöre versuchen, ihn zu beeinflussen. Luther bleibt standhaft auf seinem eingeschlagenen Weg.
Katharina bringt die Nachricht, dass der Kurfürst ihm für seine Verdienste ein großes Haus, das verfallene „Schwarze Kloster“, schenke. Luther zweifelt an seinen bisherigen Erfolgen: „wo ich Frieden schaffen wollte, wütet Krieg“. Er und Katharina beschließen zu heiraten und im Schwarzen Kloster eine neue Heimstatt aufzubauen.

## Gestaltung
Das musikalische Grundmotiv wird bereits in den ersten zwölf Takten dargelegt. Einzelne Teile daraus sowie Variationen darüber bestimmen die gesamte Oper. Beispielsweise ist die Basslinie der Passacaglia in der Einleitung zum dritten Bild motivisch aus diesem Thema gewonnen.
Adelhold ließ sich in erster Linie vom Gesang inspirieren. Daher enthält das Orchester keine nicht-„singenden“ Instrumente wie beispielsweise das Klavier. Auch Schlaginstrumente werden nur an einer kurzen Stelle genutzt, ebenso die Harfe. Das eigentliche Orchester besteht lediglich aus Streichern und Bläsern.

## Werkgeschichte
Peter Aderholds Oper Luther entstand im Auftrag des Theater Erfurt. Sie wurde am 14. September 2003 anlässlich der Eröffnung des Theaterneubaus uraufgeführt. Es spielten das Philharmonische Orchester Erfurt, der Philharmonische Chor Erfurt und der Opernchor des Theaters Erfurt. Die musikalische Leitung hatte Walter Gugerbauer, Regie führte Karoline Gruber, die Bühne stammte von Hermann Feuchter und die Kostüme von Henrike Bromber. Die Sänger waren Johannes M. Kösters (Dr. Martin Luther), Kelly God (Katharina von Bora), Erik Fenton (Bertram), Jörg Rathmann (Hieronymus Baumgärtner), Albert Pesendorfer (Lucas Cranach), Reinhard Becker (Dr. Kasper Glatz), Rosamund Cole (Ave von Schönfeld), Alexandra Kloose (Margaretha von Schönfeld), Peter Dittmann (Andreas Karlstadt) und Thomas Briesemeister (Bote).